# Proasellus gourbaultae
Proasellus gourbaultae is een pissebed uit de familie Asellidae. De wetenschappelijke naam van de soort is voor het eerst geldig gepubliceerd in 1981 door Henry & Magniez.